# Герменчук (Чечня)
Герменчук (рос. Герменчук) — село у Шалінському районі Чечні Російської Федерації.
Населення становить 12 284 осіб (2019). Входить до складу муніципального утворення Герменчукське сільське поселення.

## Історія
Згідно із законом від 20 лютого 2009 року органом місцевого самоврядування є Герменчукське сільське поселення.

## Населення
| 1990    | 2002    | 2010    | 2012    | 2013    | 2014    | 2015    |
| ------- | ------- | ------- | ------- | ------- | ------- | ------- |
| 5945    | ↗9265   | ↗10 736 | ↗11 036 | ↗11 234 | ↗11 434 | ↗11 657 |
| 2016    | 2017    | 2018    | 2019    |         |         |         |
| ↗11 844 | ↗11 986 | ↗12 146 | ↗12 284 |         |         |         |